# かかし

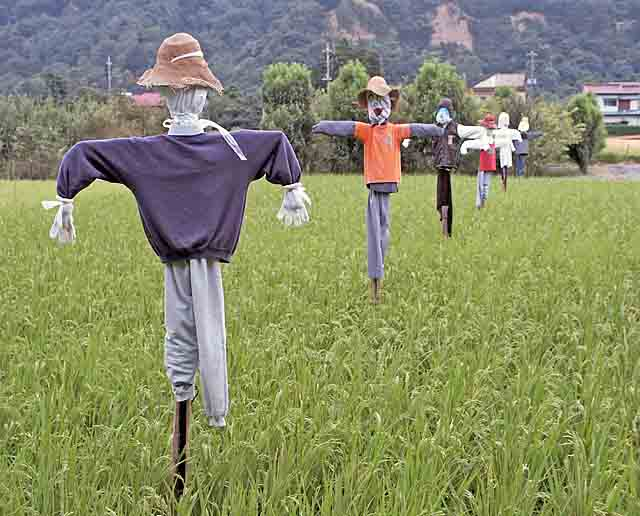
日本の水田にあるかかし

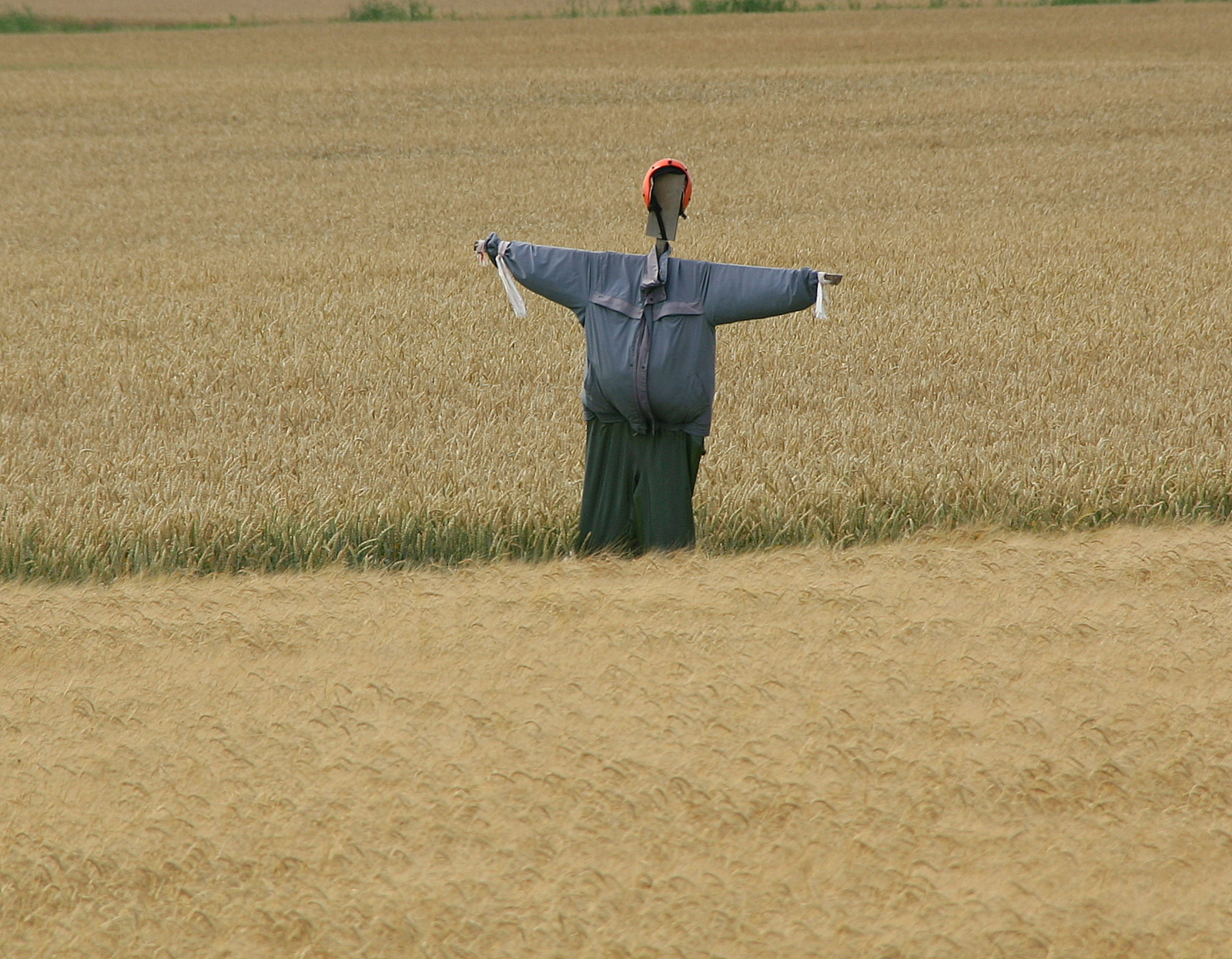
オランダのかかし

かかし（案山子、鹿驚）は、田や畑などの中に設置して、作物を荒らす鳥などの害獣を追い払うための田畑に立てる竹やわらなどで作った人形やそれに類するなんらかの仕掛けである。地域によっておどし、そうずなどさまざまな異称がある。

## 名称
「かかし」の直接の語源は「嗅がし」ではないかとも言われる。鳥獣を避けるため獣肉、髪の毛や魚の頭などを焼き焦がして串に通し、地に立てたものもカカシと呼ばれるためである
。これは嗅覚による方法であり、これが本来のかかしの形であったと考えられる。また、「カガシ」とも呼ばれ、日葡辞書（17世紀に発行された外国人の手による日本語辞典）にもこちらで掲載されている。またカカシではなくソメ（あるいはシメ）という地方もあり、これは「占め」に連なる語であろう。
「案山子」という字をあてる理由について、以下のような記述が北慎言「梅園日記」(1845年)に見られる。
一方「鹿驚」という表記もある。

## 機能と前提
古典的には、かかしは竹や藁で造形した人形であることが通例であった。これは機能の面から言えば、鳥獣に対して「人間がいる」ように見せかけることを目的としている。人間が農作業をおこなっているときには鳥獣は近づかないからである。『和漢三才図会』の「案山子」の絵図には、笠をかぶり、蓑を着させ、竹足は3本で、弓矢を構えて威嚇する狩人タイプが見られる。
現代においては巨大な目玉を模した風船なども用いられる。これは、大きな目を恐れるという動物の本能を利用したものである。
カラスなどは特にその能力が高いが、田畑を狙う側も当然ながら学習能力があり、動かないかかしは無害なものと認識されてしまう。そのため、風やその他の動力によって不規則な動作をするものも工夫された。田畑の上に糸を走らせ、そこに風車の類を通したり、銀色のテープを多数吊り下げることで、きらきらと光り鳥獣を威嚇する効果を出すものなどがある。
また、カラスの死体をつり下げた状態を模した（ビニール製などの）かかしも考案され、実際に使用されている。「仲間の死体」=「そこには罠があり危険である」という理解がなされるためである。実際にカラスの死体を吊り下げることもあったが、いずれもカラスの慣れによって効果がなくなる場合が多い。
また、視覚的なものに頼らない手段・道具もあり、これもまたかかしに分類できるかもしれない。近年考案された、爆音を用いて威嚇する装置や、古くは「鹿おどし」もその一つと言える。ただしカラスは、実質的に無害なものと認識してしまうので、爆音は一定期間の後に無効になってしまったという観察例もある。
嗅覚を利用するものには、肉食獣の匂いのするもの（屎尿などを含む）を田畑の近くに設置するという方法も試みられている。ライオンなど、日本に存在しない肉食獣であっても、イノシシなどはそれを警戒し、近づかないという。そもそも、かかしの本来の形はこうした嗅覚を利用したものであったとも考えられる。

## 農耕社会とかかし

### 神とかかし
かかしは、民間習俗の中では田の神の依代（山の神の権現とも言われる）であり、霊を祓う効用が期待されていた。というのも、鳥獣害には悪い霊が関係していると考えられていたためである。人形としてのかかしは、神の依り代として呪術的な需要から形成されていったものではないかとも推察できる。蓑や笠を着けていることは、神や異人などの他界からの来訪者であることを示している。
見かけだけは立派だが、ただ突っ立っているだけで何もしない（=無能な）人物のことをかかしと評することがある。確かにかかしは物質的には立っているだけあり、積極的に鳥獣を駆逐することはしない。だがしかし農耕社会の構造からすると、農作物（生計の手段）を守る役割を与えられたかかしは、間接的には共同体の保護者であったと言えよう。
古事記においては久延毘古（くえびこ）という名の神=かかしであるという。彼は知恵者であり、歩く力を持っていなかったとも言われる。立っている神 → 立っている人形、との関連は指摘するまでもないとも考えられるが、上記の通り語源との関係で、明確ではない。

### かかし揚げ

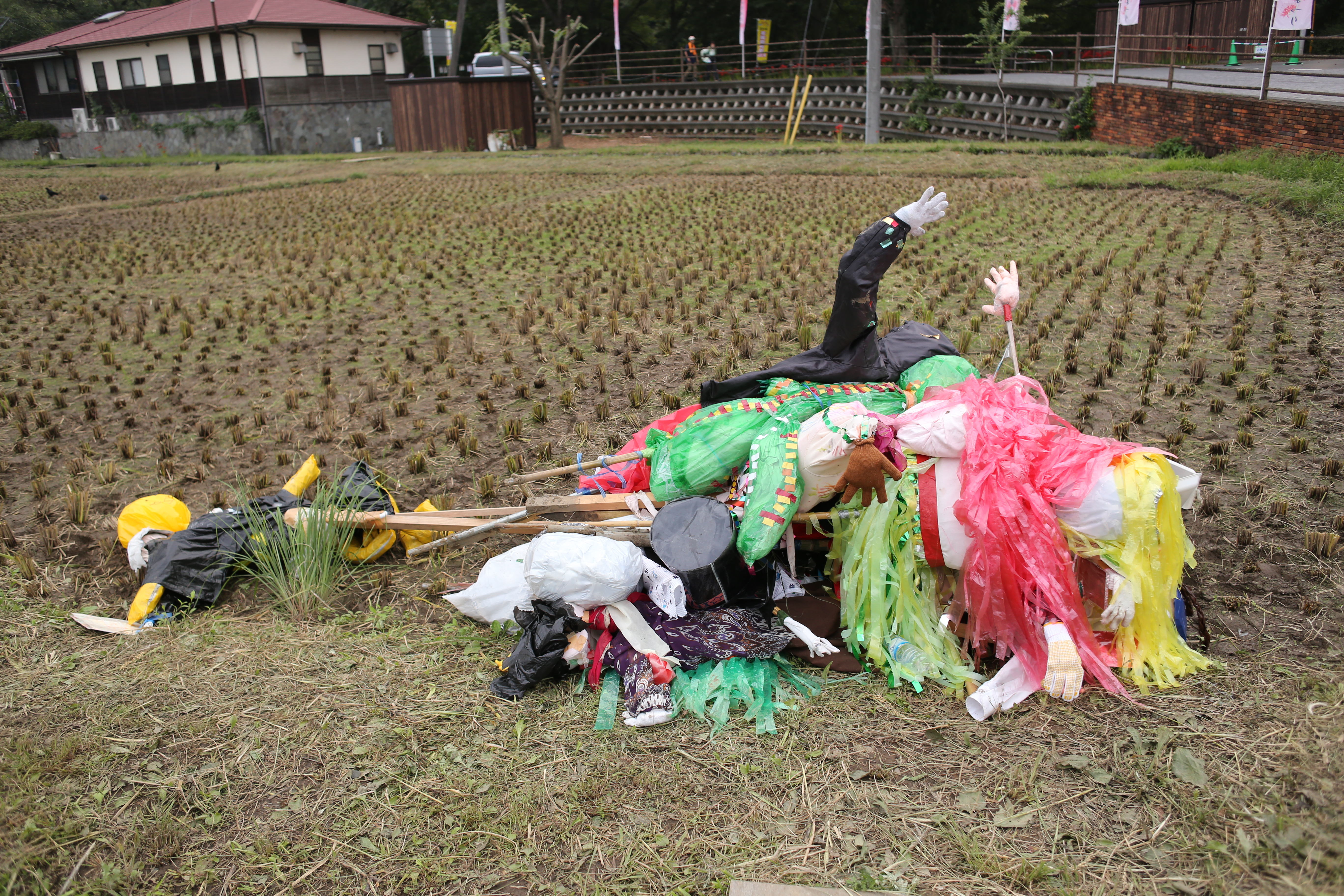
役割を終え、供養を待つために集められたかかし(2016年9月)

かかし引き、ソメの年取り、とも言う。農耕社会の一部で行われる行事で、旧暦10月10日に かかしを田から引き上げ庭に立てる。これはかかしが神として祀られる重要な例の一つで、蓑笠をかぶせて箒・熊手などを持たせ、餅などを供える。かかしの神が天に上がる、あるいは山の神になる（戻る）日であるとされる。また、関東には1月14日にかかしの神を祀る風習をもつところもある。

## かかし祭り
自作のかかし作品のコンテストを行う「かかし祭り」が、日本全国の各地で行われている。
- 熊本県天草市の「宮地岳かかしまつり」（3月～5月）
- 山形県新庄市の「新庄かかし祭り」（8月中旬）
- 山形県上山市の「かみのやま温泉全国かかし祭」（9月中旬、2024年まで）
- 栃木県栃木市の「かかしの里」における「かかし祭り」（9月第一土日）
- 神奈川県川崎市麻生区の かかし祭り
- 山梨県北杜市の「箕輪新町かかし祭り」（9月中旬）
- 兵庫県相生市の「羅漢の里『もみじまつり』」（11月中旬）
- 山口県山口市の かかし祭り
- 高知県香美市の「刃物まつり&山田のかかしコンテスト」（10月中旬）
- 宮崎県都城市の かかし祭り
- 北海道岩内郡共和町の かかし祭り（8月下旬）
- 岡山県吉備中央町の 案山子祭り（8月下旬から9月中旬）
- 富山県高岡市の 「中田かかし祭」（9月中旬）
- 群馬県太田市藪塚町の「太田市やぶ塚かかし祭り」（10月初旬）

## かかしを題材にした作品

### 小説
- オズの魔法使い
- オーデュボンの祈り
- かかしと召し使い
- 厭魅の如き憑くもの

### 音楽
- 文部省唱歌『かかし』
- さだまさし『案山子』（作詞・作曲：さだまさし） - 1977年発表のシングル曲で、さだの代表作の一つ。都会に出た弟（または妹）へ郷里に住む兄が手紙を出した、という設定。都会で一人暮らしをする弟を、雪の田んぼにぽつんと一人立つかかしになぞらえ、「寂しい思いはしてはいないか？身体をこわしてないか？寂しくないか？」と気遣う内容である。
- バルトーク・ベーラ『かかし王子』
- 『案山子と海』(作詞:西条八十 作曲: 柴田南雄) - まんがこども文庫のエンディング曲として使用されている。

### 映画
- 小説『オズの魔法使い』を題材にした一連の映画。オズ・シリーズを基にした作品を参照。
- 『キートンの案山子（英語版）』（別邦題『キートンのスケアクロウ』）1920年[5] - 主人公がかかしに化けるシーンがある。監督：バスター・キートン／エドワード・クライン（英語版）
- 『スケアクロウ』 - 題名が「かかし」・あるいは「痩せっぽち」の意味の英単語。監督：ジェリー・シャッツバーグ。
- 『案山子 KAKASHI』 - 邦画。かかしが林立する村を舞台にしたホラー映画。監督：鶴田法男。
- 『案山子男』 - 気弱ないじめられっ子が母親の愛人に殺害され、かかしに生まれ変わり愛人や同級生に復讐をするホラー映画（アメリカ）。監督：エマニュエル・イティエ。
  - 『案山子男2/復讐の雄叫び』 - 上記の作品の続編。監督：デヴィッド・マイケル・ラット。
  - 『案山子男/オン・ザ・ビーチ』 - 上記作品のシリーズ3作目。監督：ブライアン・カットキン。

### 漫画
- 水島新司『へのへのもへじ』[6] - かかし好きの少年が主人公。外部リンク参照。
- 伊藤潤二『案山子』[7][8]- 上記の映画『案山子 KAKASHI』の原作の一つとなったホラー作品。
- 三月『ひなこのーと』[9] - 主人公は動物に好かれるため、田舎ではかかしとして働いてた。

### アニメ
- 『スケアクロウマン』
- 『ひなこのーと』[10] - 上記漫画作品のテレビアニメ化作品。